# Volanie divočiny
Volanie divočiny je v pořadí páté album Tublatanky a vyšlo v roce 1992 u tehdy nového vydavatelství Tommy Records. Jedná se o poslední album tzv. staré sestavy Ďurinda-Horváth-Černý, jelikož vztahy mezi oběma předními představiteli kapely vyústily rok po vydání alba v odchod Paľa Horvátha z Tublatanky. Na rozdíl od předchozí desky Nebo – peklo – raj se kapela rozhodla neexperimentovat a přinést hardrockové album s ostrým a tvrdým zvukem.
Album otevírá titulní skladba. Následuje mírně odlehčená singlovka „Ja sa vrátim“, jeden z největších hitů Tublatanky.

## Seznam písní
- Hudba: Martin Ďurinda (kromě „Anjel strážny“ – Juraj Černý)
- Texty: uvedené u jednotlivých písní

1. „Volanie divočiny“ 4:16 (Whisky)
2. „Ja sa vrátim“ 4:03 (Whisky)
3. „Smrť je tvoj pán“ 4:10 (Martin Sarvaš)
4. „Spálená láska“ 5:29 (Martin Sarvaš)
5. „Šlabikár V.“ 4:01 (Martin Sarvaš)
6. „Čakáme lepší čas“ 4:03 (Whisky)
7. „Anjel strážny“ 3:29 (Whisky)
8. „Viem, čo chceš“ 3:53 (Whisky)
9. „Znova sám v uliciach“ 3:28 (Whisky)
10. „S tebou...“ 4:49 (Whisky)
11. „Svet je stále rýchlejší (blues)“ 2:59 (Martin Sarvaš)